# Tianguis

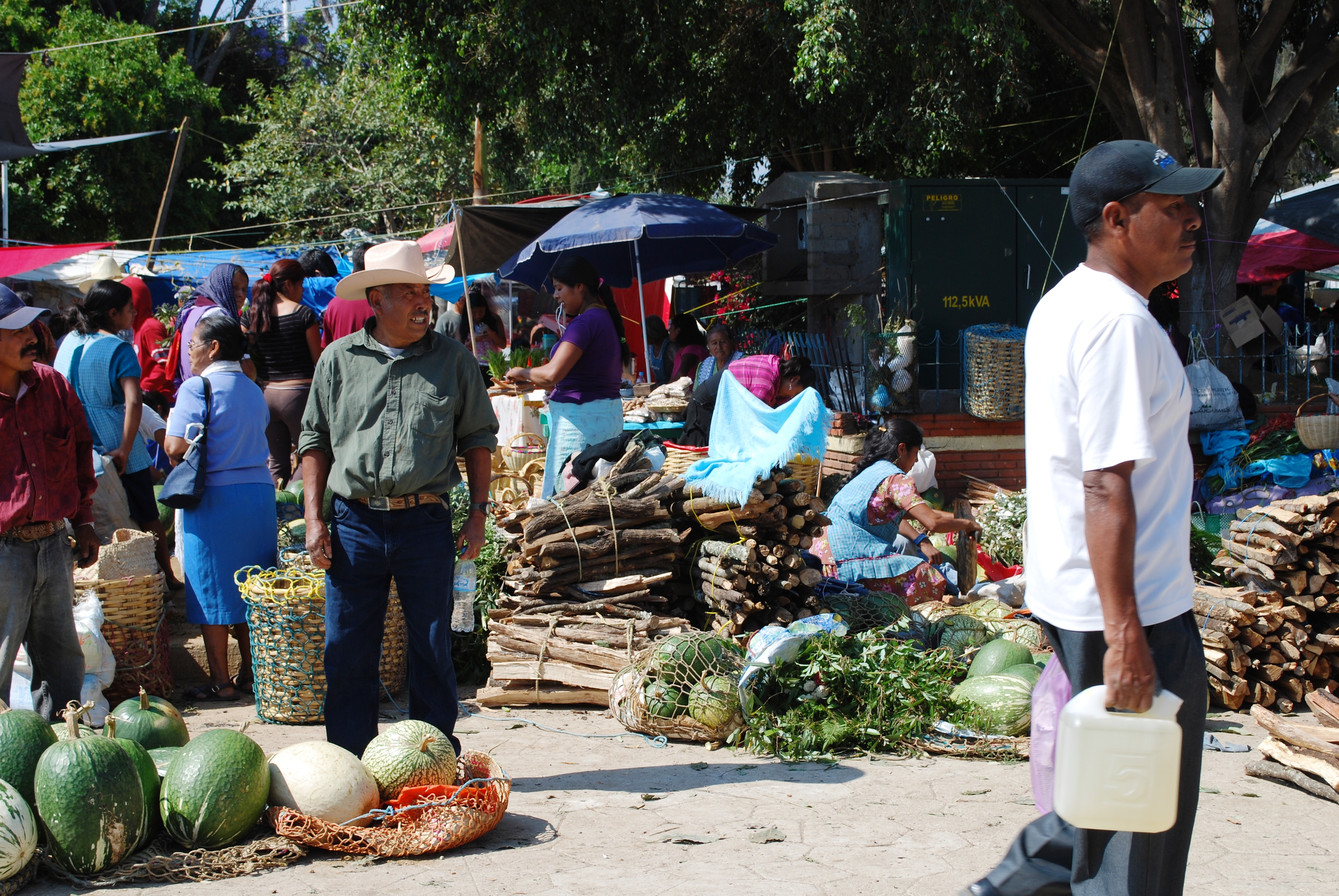
Tianguis de Zaachila (État mexicain de Oaxaca), section du bois de chauffage.

Un tianguis (du nahuatl « tiyānquiztli », qui signifie « marché ») est un marché en plein air du Mexique et d'Amérique centrale, traditionnel dans toute l'aire culturelle mésoaméricaine depuis l'époque préhispanique.
Certains tianguis ont peu changé depuis. Dans les zones rurales, on y vend de nombreux produits locaux, en particulier ceux issus de l’agriculture et de l'artisanat traditionnel, ainsi que des produits modernes fabriqués à la chaîne. Dans les villes, les biens fabriqués en masse sont prépondérants, mais l'organisation des tianguis est très similaire. Certains tianguis sont traditionnellement organisés lors d'occasions spéciales, comme lors de fêtes, telles que Noël ou le jour des morts. D'autres tianguis sont spécialisés dans les voitures ou les produits artistiques.
Malgré l'importance culturelle et économique des tianguis au Mexique, ces marchés suscitent des problèmes tels que la vente de marchandise contrefaite ou volée, ou l'abandon de déchets. De plus, des délits sont commis contre les clients et vendeurs. Les tianguis tiennent une place importante dans le débat public mexicain, récurrent, sur le travail informel, qui est pratiqué par une proportion importante de la population mexicaine.

## Histoire

### Époque préhispanique

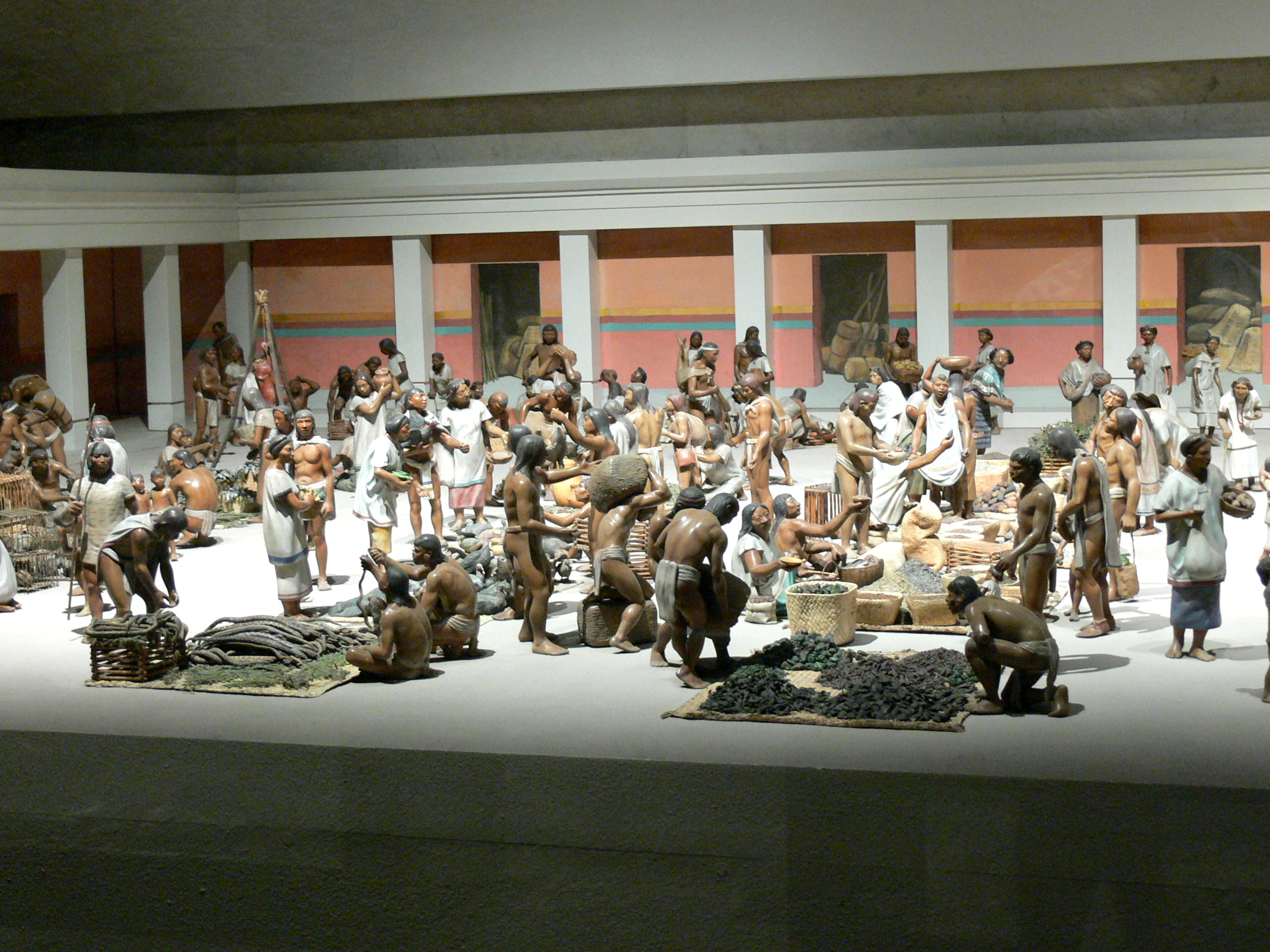
Reconstitution du tianguis de Tlatelolco, à l'époque préhispanique.

Au Mexique, l'achat et la vente des biens dans des marchés temporaires tenus à des fréquences régulières est une tradition très ancienne, qui remonte à l'époque précolombienne. Il s'agissait alors de la plus importante forme de commerce. Le terme tianguis vient du mot nahuatl tianquiztli qui signifie marché et récolte.
Des places de marchés ont été identifiées par les archéologues dans les ruines des cités préhispaniques, comme à El Tajín, dans l'État de Veracruz. Certains villages mésoaméricains ont même été fondés pour servir de marchés régionaux, tels que les marchés de Tianguistenco et Chichicastenango, au Guatemala.
Les marchés les plus importants, comme celui de Tlatelolco, étaient tenus quotidiennement. Il desservait environ un cinquième de la population de Mexico-Tenochtitlan (capitale aztèque, actuellement Mexico). Ce tianguis possédait son propre système de gestion qui comprenait un comité de douze juges pour gérer les conflits. Aujourd'hui, les visiteurs peuvent voir une reconstitution du tianguis de Tlatelolco au Musée national d'anthropologie.

### Époque coloniale
Après la conquête de l'Empire aztèque et la colonisation espagnole des Amériques, les Européens gardèrent, pour l'essentiel, cette tradition intacte.

### Époque contemporaine
Au XXe siècle, les gouvernements locaux ont fait la promotion de marchés municipaux ou publics appelés en espagnol « mercados » (« marchés » en français) dans le but de mieux réguler la vente de biens que l'on trouvait habituellement dans les tianguis. À Mexico, la capitale, on compte dans les « mercados » les plus connus ceux de La Merced, Abelardo L. Rodriguez et Mercado Lagunilla. La Merced est situé à l'endroit où se trouvait un grand tianguis durant la majeure partie de la période coloniale, sur la rive d'un lac aujourd'hui asséché. Dans les années 1930, le gouvernement créa le marché Abelardo L. Rodriguez dans le but de « moderniser » la vente de produits et autres biens ; on y construisit même une crèche et un théâtre, dont les murs intérieurs furent peints de fresques, encore visibles aujourd'hui, sous la supervision de Diego Rivera.
Néanmoins, ces efforts n'ont pas fait disparaître la tradition des tianguis. En réalité, il y a bien plus de tianguis (5 836 000)[réf. nécessaire] que de « mercados » (2 810 000)[réf. nécessaire] ; de même, México compte 1 357 tianguis contre seulement 317 « mercados »[réf. nécessaire]. Cela s'explique par le manque d'entretien des « mercados » et la réduction des créations de nouveaux « mercados » depuis les années 1970.